# Many Too Many
Many Too Many (en español: Demasiados), es una canción del grupo inglés Genesis, perteneciente al álbum And Then There Were Three del año 1978. Es la séptima canción del album y fue escrita por Tony Banks.
Es una balada pop, al igual que Follow You, Follow Me. La letra de la canción, descrita por Tony Banks como "una simple letra de amor", se habla de un hombre que cae en desamor, piensa en que demasiados como él han estado donde está ahora y que muchos más estarán también ahí y pide ayuda a su mamá, diciéndole que pensaba que tenía suerte y que lo tenia hecho. 
El sencillo llegó a No. 43 en la tabla de singles del Reino Unido, siguiendo el éxito de la banda en el Top Ten con "Follow You Follow Me". Su cara B tenía dos canciones no incluidas en el álbum, "Vancouver" y "The Day the Light Went Out", ambas editadas en disco compacto en la caja de Genesis Archive 2: 1976-1992. 
Se filmó un video musical para la canción, la cual consiste en la banda tocando la canción en un escenario. Otra filmación de la interpretación de la canción se realizó en el escenario durante la prueba de sonido previa a la aparición de Génesis en el Festival de Knebworth, el 24 de junio de 1978, esta fue incluida en el documental "Three Dates With Genesis". El audio era una repetición de la versión de estudio de la canción, en lugar de ser grabado en vivo. La banda nunca ha tocado la canción en directo, ni en la gira del album que contiene esta canción. 
Tony Banks sugirió tocar esta canción para la gira de regreso de 2007 "Turn It On Again Tour", pero la dejaron fuera de la lista de temas. Aunque se informó de que, antes del aislamiento por la pandemia del Coronavirus en 2020, la banda había estado ensayando la canción como preparación para la gira "The Last Domino?" por el Reino Unido e Irlanda a finales de 2020.
La canción incluye el último uso de un Mellotron en cualquier grabación de estudio de Genesis, aunque Tony Banks usó uno con moderación en su álbum en solitario de 1979 "A Curious Feeling".
- Datos: Q3652992